# حسن غفوری‌فرد
حسن غفوری‌فرد (۱۳ مرداد ۱۳۲۲ – ۱۸ اسفند ۱۴۰۱) سیاستمدار اهل ایران بود. وی همین‌طور استاد تمام دانشکده مهندسی برق دانشگاه صنعتی امیرکبیر، دبیرکل جامعه اسلامی ورزشکاران، عضو پیشین شورای مرکزی حزب مؤتلفه اسلامی و رئیس هیئت بازرسی و نظارت شورای عالی انقلاب فرهنگی بود.

## زندگی‌نامه
حسن غفوری‌فرد در ۱۳ مرداد ۱۳۲۲، در خانواده‌ای به گفتۀ خودش متوسط، زاده شد و از پنج سالگی آغاز به کار کرد. حسن غفوری‌فرد در سال ۱۳۵۲ ازدواج کرد و صاحب چهار فرزند (دو دختر و دو پسر) شد. غفوری‌فرد گفته در سال ۱۳۵۵ در لیست ترور ساواک بوده‌است.
غفوری فرد دارای مدرک دکترای فیزیک ذرات هسته‌ای از دانشگاه کانزاسِ ایالات متحده در سال ۱۳۵۶ است. او در طول زندگی خود در آمریکا مدتی دبیر تشکیلات انجمن اسلامی دانشجویان در ان کشور بود. 

## سیاست
حسن غفوری‌فرد پس از انقلاب ۱۳۵۷ مدتی رئیس مدرسه عالی ساختمان، وابسته به دانشگاه صنعتی امیرکبیر بود. در پی استعفای دولت موقت در آبان ۱۳۵۸ و همچنین طاهر احمدزاده استاندار وقت خراسان، او در آذر ۱۳۵۸ به سمت استاندار جدید منصوب شد و تا ۷ مرداد ۱۳۶۰ در این پست باقی ماند. پس از کشته شدن دو تن از نمایندگان استان خراسان در بمب‌گذاری در دفتر حزب جمهوری اسلامی و انتخابات دوباره، او و سید رضا کامیاب به‌عنوان نمایندگان جدید استان خراسان به مجلس اول جمهوری اسلامی راه یافتند.
غفوری فرد یک ماه پس از راهیابی به مجلس، به سمت وزیر نیرو منصوب شد. وی وزیر نیرو (۱۳۶۴–۱۳۶۰) در دولت نخست میرحسین موسوی بود. پس از آن، او به مدت ۴ سال (۱۳۶۸–۱۳۷۲) رئیس سازمان تربیت بدنی بود. در انتخابات مجلس پنجم در اسفند ۱۳۷۴ به عنوان نماینده تهران به مجلس راه یافت. همچنین بین سال‌های ۱۳۸۵ تا ۱۳۸۸ رئیس دانشگاه بین‌المللی امام خمینی بود.
غفوری‌فرد در انتخابات ریاست جمهوری سال ۱۳۸۰ شرکت کرد که به موفقیت نرسید. او در انتخابات دوره هشتم مجلس (۱۳۸۶) به پیروزی رسید و پس از دو دوره غیبت بار دیگر به مجلس راه یافت. در انتخابات مجلس نهم و مجلس دهم از تهران نامزد نمایندگی شد اما نتوانست به مجلس راه یابد. غفوری فرد در انتخابات میان دوره‌ای مجلس هفتم (همزمان با انتخابات شوراهای سوم که در سال ۱۳۸۵ برگزار شد) به عنوان نماینده تهران حضور یافت؛ بنابراین دو دوره غیبت پیش از مجلس هشتم به‌طور کامل صحیح نیست.

## درگذشت
حسن غفوری فرد در ۱۸ اسفند ۱۴۰۱ درگذشت و در حرم امام رضا مشهد دفن شد. در مراسم خاکسپاری او نماز میت توسط رهبر جمهوری اسلامی سید علی خامنه‌ای خوانده شد.